# أبو عثمان الدمشقي
أبو عثمان الدمشقي عالم عربي مسلم اسمه الكامل أبو عثمان سعيد بن يعقوب الدمشقي، طبيب ومصنف وعالم من الشام. ذكره ابن أبي أصيبعة، قال: (كان من الأطباء المشهورين في دمشق والمذكورين والمعروفين في المدينة وحلب ومكة والكثير من البلاد، ونقل كتباً كثيرة إلى العربية من كتب الطب وغيره، وكان منقطعاً إلى علي بن عيسى. وقال ثابت بن سنان أن أبا الحسن علي بن عيسى الوزير اتخذ ال بيمارستان بالحربية سنة 302 هـ في دمشق جهزة وأنفق عليه من ماله، وقلّده أبا عثمان سعيد بن يعقوب الدمشقي. وذكر من مصنفاته (مسائل) جمعها من كتاب جالينوس، وومقاتلات وكتابات طبيه منها مقاله في النبض، نبغ واشتهر أبوعثمان الدمشقي في العلاج وعلوم الطب. من كلام ابي عثمان الدمشقي: «الصبر قوة من قوى العقل، وبحسب قوة العقل تكون قوة الصبر».

## مؤلفاته
ولابي عثمان الدمشقي من الكتب مسائل جمعها من كتاب جالينوس في الاخلاق، مقالة في النبض مشجرة، وهي جوامعه لكتاب النبض الصغير لجالينوسز